# Meconopsis biloba
Meconopsis biloba är en vallmoväxtart som beskrevs av L.Z.An, Shu Y.Chen och Y.S.Lian. Meconopsis biloba ingår i släktet bergvallmor, och familjen vallmoväxter. Inga underarter finns listade i Catalogue of Life.